# Rosa Baiana
Rosa Baiana é uma telenovela brasileira produzida e exibida pela Rede Bandeirantes entre 9 de fevereiro e 31 de julho de 1981, em 141 capítulos, substituindo Um Homem muito Especial e sendo substituída por Os Adolescentes. Escrita por Lauro César Muniz, sob direção David José, Antonino Seabra, Waldemar de Moraes e Sérgio Galvão e direção geral de Walter Avancini.
Conta com Nancy Wanderley, Rafael de Carvalho, Gianfrancesco Guarnieri, Ana Maria Magalhães, Maria Luíza Castelli, Wanda Stefânia, Walter Prado e Antônio Pitanga nos papéis principais.

## Produção
Lauro César Muniz assinou com a Band após ser demitido da Rede Globo em meio a sua própria novela Os Gigantes devido ao fracasso dela. A novela foi inteiramente rodada na Bahia nas regiões dos campos petrolíferos, não tendo cidade cenográfica e utilizando as casas e a cidade de Camaçari como locação. A Band fechou patrocínio com a Petrobrás por ambientar a novela nos campos petrolíferos e o protagonista Edmundo trabalhava na empresa. O diretor David José desentendeu-se com Lauro César e foi substituído por Antonino Seabra, Waldemar de Moraes e Sérgio Galvão.

### Morte de Rafael de Carvalho
Rafael de Carvalho morreu de enfarte em 3 de maio de 1981, enquanto a novela estava no ar, sendo que a solução encontrada por Lauro César foi a que o personagem teria abandonado a família para conseguir uma vida melhor. A produção aproveitou uma cena engavetada de Edmundo voltando para casa de carona num show circense para utiliza-la no último capítulo como se o personagem estivesse voltando para a família após abandona-la, homenageando assim Rafael.

## Enredo
Em Camaçari, Bahia, Rosa é uma mulher pobre e batalhadora, cujo marido Edmundo Lua Nova trabalha numa plataforma de petróleo, enquanto ela tenta equilibrar os problemas dos sete filhos: Agenor, Ivan, Bráulio, Wálter, Orestes, Edinho e Cláudia. Agenor é um homem agressivo com a esposa Natália por ela não lhe dar um filho, tendo um caso com Neide. Orestes é um viúvo que lida com o ciúmes obsessivo da filha Helena quando ele se aproxima de outras mulheres.
Ivan vive uma crise no casamento com a possessiva Márcia. Walter se afunda nas drogas para desespero da namorada Matilde. Cláudia é uma moça religiosa e reprimida, que queima de desejos pelo casado Roberto. Edinho enrola Leonor num noivado de 7 anos. Já Bráulio começa ter sintomas de uma doença desconhecida.

## Elenco
| Ator                    | Personagem                      |
| ----------------------- | ------------------------------- |
| Nancy Wanderley         | Rosa Lua Nova                   |
| Rafael de Carvalho      | Edmundo Lua Nova                |
| Gianfrancesco Guarnieri | Agenor Lua Nova                 |
| Ana Maria Magalhães     | Natália Lua Nova                |
| Maria Luíza Castelli    | Neide                           |
| Wanda Stefânia          | Helena Lua Nova                 |
| Walter Prado            | Orestes Lua Nova                |
| Raymundo de Souza       | Walter Lua Nova (Walter Beleza) |
| Regina Dourado          | Matilde                         |
| Taumaturgo Ferreira     | Eduardo Lua Nova (Edinho)       |
| Maurício do Valle       | Bráulio Lua Nova                |
| Edgard Franco           | Ivan Lua Nova                   |
| Zélia Toledo            | Márcia Lua Nova                 |
| Tânia Regina            | Cláudia Lua Nova                |
| Antônio Pitanga         | Raimundo Monteiro               |
| Márcia Corban           | Maria Rosa Monteiro             |
| João Signorelli         | Roberto do Patrocínio           |
| Nilda Spencer           | Ester do Patrocínio             |
| Cristina Barude         | Leonor                          |
| Aldo César              | Altino                          |
| Jofre Soares            | Frei Damião                     |
| Nilda Spencer           | Filó                            |
| Valter Santos           | Daniel                          |
| Harildo Deda            | Bartoldo                        |
| Júnior Prata            | Túlio                           |
| Leonel Nunes            | Durval                          |
| Gessiane Araújo         | Clarice                         |
| Isaura Oliveira         | Lindinha                        |
| Luiz Velasco            | Nivaldo                         |
| Terciliano Júnior       | Sérgio                          |
| Mário Gadelha           | Osmar                           |
| Zoíla Barata            | Lila                            |
| Arlindo Bião            | Arlindo                         |
| Jonas Rodrigues         | Carmo                           |

### Participações especiais
| Ator              | Personagem   |
| ----------------- | ------------ |
| Luiz Gustavo      | Marcelo      |
| Luiz Carlos Braga | Marcos Paulo |